# Großsteingräber von Frauenmark
Die Großsteingräber von Frauenmark (auch Frauenmark 1 und 2 genannt) befindet sich östlich des Dorfes, nördlich der „Dorfstraße“ von Frauenmark nach Kossebade, im Feld die Nr. 1 und südlich der Straße im Wald die Nr. 2. Die Anlagen befinden sich im Friedrichsruher Ortsteil Frauenmark im Landkreis Ludwigslust-Parchim in Mecklenburg-Vorpommern.
Die Megalithanlagen, ein Urdolmen und ein Ganggrab sind Großsteingräber der Trichterbecherkultur (TBK) und entstanden zwischen 3500 und 2800 v. Chr. Sie tragen die Sprockhoff-Nrn. 409 und 410. „Neolithische Monumente sind Ausdruck der Kultur und Ideologie jungsteinzeitlicher Gesellschaften. Ihre Entstehung und Funktion gelten als Kennzeichen der sozialen Entwicklung“. Die Anlagen wurden im Jahre 1965 von Adolf Hollnagel ausgegraben und rekonstruiert.

## Der Urdolmen

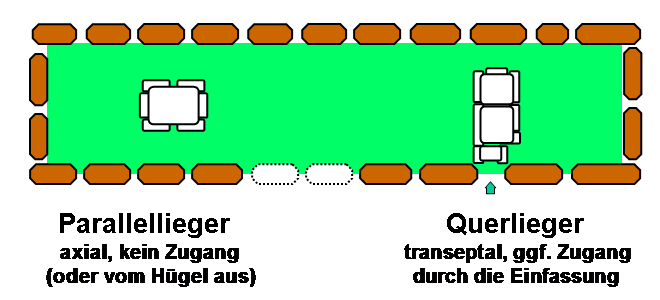
Schema Parallel- und Querlieger im hier rechteckigen Hünenbett

Es handelt sich um ein gut erhaltenes, es etwa 14,5 m langes nordwest-südost orientiertes trapezoides Hünenbett mit einer kleinen, quer gestellten Kammer (Querlieger) aus drei Tragsteinen und einem Deckstein. Zwei ausgewinkelte Wächtersteine (einer mit einem Schälchen) stehen am Nordwestende, des hier 8,5 m breiten Hünenbettes. Am etwa 6,3 m breiten Südostende fehlen die beiden Steine der Schmalseite. Die übrigen 21 Randsteine sind erhalten. Von der 1,2 m hohen, 2,3 m langen und 1,6 m breiten Kammer sind alle Tragsteine und ein kammerhoher Halbstein an der Zugangsseite erhalten. Neben der bis zur Oberkante der Tragsteine im Boden eingesenkten Kammer liegt der Rest des einzigen Decksteins. Die Diele bestand aus Geröll geglühtem Feuerstein und Lehmestrich. Die Funde bestanden aus einem Flachbeil einem Querschneider und einem weitmündigen Gefäß.

## Das Ganggrab

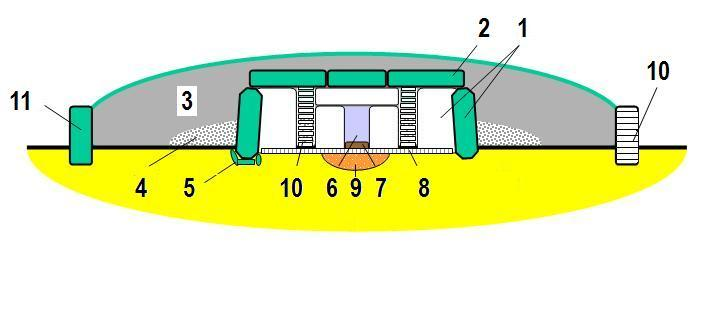
Querschnittschema durch ein Ganggrab

Bei der ost-west orientierten Anlage handelt es sich um ein Ganggrab im Rollsteinhügel mit Zugang im Süden. Die 1,8 m hohe, 7,7 m lange und 3,0 bzw. 1,8 m breite trapezoide Kammer besteht aus 12 Tragsteinen, die alle vorhanden sind. Einer der Steine trägt neun Schälchen. Der westliche Schlussstein ist zerbrochen, der östliche nach außen gedrückt. Zwei der vier Decksteine liegen in und zwei neben der Kammer. Der Stein neben der südlichen Längsseite ist vermutlich einer der Decksteine des Zugangs. Zwischen einigen Tragsteinen der Längsseiten sind noch Reste des Zwischenmauerwerks aus kleinen Steinen zu erkennen. Die Funde auf der Diele aus Lehmestrich, bestanden aus 26 Scherben, zwei herzförmigen Pfeilspitzen und einem Schlagstein.
In der Nähe liegt der Dolmen von Friedrichsruhe.